# NGC 2299
NGC 2299 (другие обозначения — NGC 2302, OCL 554) — рассеянное скопление в созвездии Единорога. Открыто Уильямом Гершелем в 1785 году. Возраст скопления составляет 80—100 миллионов лет, его орбита в Галактике имеет достаточно небольшой эксцентриситет.
Этот объект занесён в Новый общий каталог несколько раз, с обозначениями NGC 2299, NGC 2302.
Этот объект входит в число перечисленных в оригинальной редакции «Нового общего каталога».